# Làmpada de sal
Una làmpada de sal és un llum creat artesanalment perforant una pedra de sal (generalment de sal de l'Himàlaia pel seu color rosat), en la qual s'introdueix un llum incandescent de manera que, gràcies a les propietats òptiques del mineral, s'il·lumina en la seua totalitat. Els seus suposats beneficis no han estat científicament provats, i solen ser considerats com a pseudociència.

## Història
En les civilitzacions de l'antiguitat i de l'edat mitjana se'n va anomenar or blanc. La sal va ser durant milens l'equivalent a lo que és avui en dia el petroli, ja que la gent ho necessitava per la conservació d'aliments. Va ser motiu de grans revoltes com la de 1789 a França a causa de la "gabela" (impost sobre la sal) que en aquells moments era la principal font d'ingresos del regne. En l'època dels romans existia el "garum", una barejja de peix, sal i espècies que servia per condimentar els aliments i com a medicament, a causa de les seves múltiples propietats curatives. Antigament no hi havia ni una sola casa sense saler.
Les làmpades de cristall de sal són de sal gemma, que és una sal de mar que té més de 200 milions d'anys. La sal de gemma quan és absolutament pura és blanca però les infiltracions del nucli a l'escorça terrestre l'enriqueixen amb un indefinible color taronja vetejat amb tints de préssec. S'extreuen de les mines d'explotació artesanal i cada bloc de sal gemma és peça única que s'extreu a mà amb un martell i una escarpra, abans de pujar-la amb cura a la superfície per convertir-se en una làmpada.